# Discipline Global Mobile

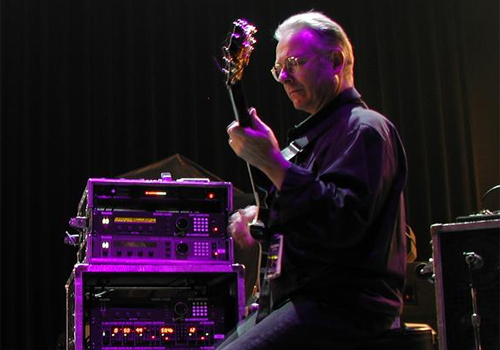
Robert Fripp, założyciel Discipline Global Mobile

Discipline Global Mobile (w skrócie DGM) – brytyjska, niezależna wytwórnia płytowa, założona w 1992 roku w Salisbury przez Roberta Frippa i Davida Singletona. Zajmuje się głównie wydawaniem płyt swego założyciela oraz zespołu King Crimson, w tym jego nagrań archiwalnych, poddanych remasteringowi.

## Historia
Wytwórnię DGM założył w 1992 roku Robert Fripp we współpracy z Davidem Singletonem (późniejszym kierownikiem biura wytwórni w Los Angeles). Założenie DGM i jej działalność były reakcją na nieuczciwe i wyzyskujące praktyki holdingu E.G. Records Ltd., który upadł w 1991 roku. W latach 1988–1991 E.G. przekierował dochody artystów z EG Music Group poprzez „pożyczki” do jednej ze swoich firm partnerskich, Athol & Co., co z kolei doprowadziło do sprzedaży praw autorskich (fonograficznych i wydawniczych), kontrolowanych przez E.G. Sprzedaż ta została zakwestionowana, w wyniku czego w latach 1991–1997 toczyły się spory prawne pomiędzy E.G., Virgin Records, BMG Music a Robertem Frippem. Robert Fripp ostatecznie walkę wygrał odzyskując prawa autorskie do wszystkich starszych płyt zespołu. Jak stwierdził, wdał się w wojnę pomimo swego pokojowego nastawienia do ludzi, aby stawić czoła tyranii E.G. Records.
Logo wytwórni zaprojektował na zlecenie Roberta Frippa Steve Ball, który był członkiem zespołu Robert Fripp and the League of Crafty Guitarists.

## Cele biznesowe
Cele biznesowe Discipline Global Mobile zawarte zostały w 5 punktach:
- pomoc muzyce niezależnej w jej zaistnieniu w świecie, tak aby nie odbywało się to ze szkodą dla niej i/lub dla muzyków.
- działanie na rynku, będąc jednocześnie wolnym od wartości rynkowych.
- pomoc artystom i pracownikom DGM w osiągnięciu tego, czego sami sobie życzą.
- znalezienie swojej publiczności.
- bycie wzorem etycznego biznesu w przemyśle „opartym na wyzysku, naoliwionym przez oszustwo, splamionym kradzieżą i napędzanym przez chciwość”[1].

## Wydawnictwa (wybór)
W ciągu pierwszych pięciu lat swej działalności Discipline Global Mobile wydała około 30 albumów, w tym z solowe nagrania Roberta Frippa, albumy koncertowe King Crimson z lat 70. (The Night Watch, dostępny przedtem wyłącznie w formie bootlegu), różne projekty muzyczne związane z King Crimson (jak ProjeKct 2) lub Robertem Frippem (California Guitar Trio), a także albumy innych artystów jak Peter Hammill (Everyone you Hold).
W 1998 roku, po 30 latach od chwili powstania King Crimson, pod egidą Discipline Global Mobile założono The King Crimson Collectors' Club (Klub Kolekcjonerski King Crimson), aby wydawać specjalnie wyprodukowane płyty CD z rzadkim materiałem koncertowym oraz nagraniami studyjnymi. Członkowie klubu w ramach opłacanej z góry rocznej składki mieli otrzymywać w mniej więcej w dwumiesięcznych odstępach wydawane płyty. Pierwszym albumem tej serii był wydany w październiku Live at the Marquee.

### King Crimson
- D.G.M. Collectors' Club – seria 4 albumów koncertowych King Crimson, wydanych w latach 1998–1999, zawierających nagrania koncertowe zespołu z lat 1969–1972[7];
- The Collectors' King Crimson – dwie serie kompilacji japońskich, obejmujące box sety i pojedyncze albumy z nagraniami koncertowymi, łącznie 21 pozycji, wydanych w latach 1999–2007[8];
- 30th Anniversary Edition – seria obejmująca wszystkie reedycje albumów King Crimson w standardzie HDCD, wydana w latach 1999–2008 z okazji 30-lecia istnienia zespołu[9];
- 21st Century Complete Edition – albumy studyjne King Crimson, wydane w 2004 roku w standardzie HDCD w formie mini longplayów w papierowych okładkach oraz dwa albumy koncertowe[10];
- The Collectable King Crimson – seria złożona z 6 albumów koncertowych, wydana w latach 2006–2010[11];
- King Crimson 40th Anniversary Series – kolejne wznowienie albumów studyjnych King Crimson z okazji 40-lecia istnienia zespołu, zremasterowanych i uzupełnionych nagraniami bonusowymi oraz nagraniami w standardzie DVD-audio i DVD-video, wydanych w opakowaniach digipak. Seria, zawierająca 53 albumy, ukazała się w latach 2009–2019[12];
- King Crimson 50th Anniversary – seria wydawnicza nagrań King Crimson, której wydanie zapowiedziano 13 stycznia 2019 roku, w 50. rocznicę powstania zespołu. Ma ona obejmować między innymi: wydawnictwa fizyczne i cyfrowe (w tym In The Court of the Crimson King Companion & Boxed Set), wywiady z byłymi członkami zespołu, archiwalne materiały filmowe, a także limitowaną serię „Screaming Face” – ilustracji Barry’ego Godbera do albumu In the Wake of Poseidon[13];
- The Complete 1969 Recordings – box set złożony z 26 płyt, którego wydanie zapowiedziano na 6 listopada 2020 roku, będący kompletną dokumentacją nagraniową wczesnych lat działalności King Crimson i jego poprzednika, zespołu Giles, Giles and Fripp. W skład wydawnictwa wchodzą płyty CD (1–18, 25, 26), DVD (19, 20) i BD (21–24)[14].

### Robert Fripp
Lista według strony DGM na Discogs:
- A Blessing Of Tears (1995 Soundscapes Volume Two - Live In California) (1995)
- 1995 Soundscapes Live (1996)
- Radiophonics (1995 Soundscapes Volume 1 - Live In Argentina) (1996)
- That Which Passes (1995 Soundscapes - Live Volume 3) (1996)
- November Suite: Soundscapes - Live at Green Park Station 1996 (1997)
- Pie Jesu (1997)
- The Gates Of Paradise (1998)
- The Outer Darkness - The Gates Of Paradise: Volume One (1998)
- Love Cannot Bear (Soundscapes - Live In The USA) 2005)
- Exposure (2006)
- At The End Of Time: Churchscapes Live In England & Estonia, 2006 (2007)

### Fripp & Eno
Cała dyskografia duetu Fripp & Eno (wydania oryginalne i wznowienia): 
- The Equatorial Stars (2004)
- Beyond Even (1992–2006) (2006)
- (No Pussyfooting) (2008)
- Evening Star (2008)
- Live in Paris 28.05.1975 (2011)

### ProjeKct One
Dyskografia pierwszego z projektów ProjeKcts: 
- Live at the Jazz Café (1999)
- Jazz Cafe Suite (December 1-4, 1997) (2003)
- December 04, 1997 - London, Jazz Café, England (2006)
- December 03, 1997 - Jazz Café, London, England (2007)
- December 02, 1997 - Jazz Café, London, England (2007)
- December 01, 1997 - Jazz Café, London, England (2007)

### ProjeKct Two
Dyskografia drugiego z projektów ProjeKcts:
- Space Groove (1998)
- Live Groove (1999)
- Live In Northampton, MA (July 1, 1998) (2001)
- June 1, 1998 - I.C. Light Music Tent, Pittsburgh, Pennsylvania (2005)
- Live In Chicago, IL (June 4, 1998) (2006)
- June 30, 1998 - Old Lantern, Charlotte, Vermont (2007)
- June 5, 1998 - Park West, Chicago, Illinois, USA (2008)
- May 7, 1998 - Irving Plaza, New York, NY (2010)

### ProjeKct Three
Dyskografia trzeciego z projektów ProjeKcts:
- Masque (1999)
- Live In Austin, TX (March 25, 1999) (2004)
- March 23, 1999 - Cactus Cafe, Austin, Texas (2005)
- March 24, 1999 Poor David's, Dallas, Texas (2007)
- Live In Alexandria, VA (March 3, 2003) (2007)
- March 21, 1999 Electric Lounge, Austin, TX (2009)

### ProjeKct Four
Dyskografia czwartego z projektów ProjeKcts:
- West Coast Live (1999)
- Live In San Francisco (The Roar Of P4) (1999)
- October 23, 1998 - Fox Theatre, Boulder, Colorado (2005)
- November 02, 1998 - 7th Note, San Francisco, California (2006)
- November 02, 1998 - 7th Note, San Francisco, California (2008)

### ProjeKct X
Jedyny album ProjeKct X, zrealizowany podczas sesji nagraniowych The ConstruKction of Light:
- Heaven and Earth (2000)

### The Robert Fripp String Quintet
- The Bridge Between (1993)
- Live In Japan (1994)[15]

### David Sylvian & Robert Fripp
- Damage (1994)
- The First Day (2014)[15]

### Bill Bruford's Earthworks
- A Part, And Yet Apart (1999)
- The Sound Of Surprise (2001)
- Footloose And Fancy Free (2002)
- Footloose In NYC (2002)[15]

### John Paul Jones
- Zooma (1999)
- Zooma (4-Track Promotional Sampler) (1999)
- Radio Edit & Interview (1999)
- The Thunderthief (2001)[15]

### Peter Hammill
- X My Heart (1996)
- Past Go: Collected (1996)
- Everyone You Hold (1997)[15]

### Porcupine Tree
- Nil Recurring (2007)
- Fear Of A Blank Planet (2007)
- Fear Of A Blank Planet Instrumentals (2007)[15]